# Phước An (Đồng Nai)
Phước An is een xã in het district Nhơn Trạch, een van de negen districten van de provincie Đồng Nai. Het is een van de twaalf xã's in het district. De provincie ligt in een regio van Vietnam, dat ook wel Đông Nam Bộ wordt genoemd.